# Batalha de Pequim-Tianjin
A Batalha de Beiping–Tianjin (chinês tradicional: 平津作戰, chinês simplificado: 平津作战, pinyin: Píng Jīn Zùozhàn), também conhecida como Batalha de Beiping, Batalha de Peiping, Batalha de Pequim, Batalha de Peiking, a Operação Peiking–Tientsin, e pelos japoneses como Incidente do Norte da China (北支事変, Hokushi jihen) (25–31 de julho de 1937) foi uma série de batalhas da Segunda Guerra Sino-Japonesa travadas nas proximidades de Beiping (atual Pequim) e Tianjin. Resultou em uma vitória japonesa.

## Antecedentes
Durante o Incidente da Ponte Marco Polo em 8 de julho de 1937, o Exército de Guarnição da China do Japão atacou a cidade murada de Wanping (宛平鎮) depois que um ultimato para permitir que suas forças procurassem um soldado supostamente desaparecido havia expirado. Wanping, na vizinhança da Ponte Marco Polo, estava na principal linha ferroviária a oeste de Pequim e era de considerável importância estratégica. Antes de julho de 1937, as forças japonesas haviam repetidamente exigido a retirada das forças chinesas estacionadas neste local.
O general chinês Song Zheyuan ordenou que suas forças mantivessem suas posições e tentou evitar a guerra através da diplomacia.
Em 9 de julho, os japoneses ofereceram um cessar-fogo e trégua, uma das condições era que a 37ª Divisão chinesa, que havia se mostrado "hostil" ao Japão, fosse substituída por outra divisão do 29º Exército chinês. Esta condição foi aceita pelos chineses no mesmo dia. No entanto, a partir da meia-noite de 9 de julho, as violações japonesas do cessar-fogo começaram a aumentar e os reforços japoneses continuaram a chegar. O tenente-general Kanichiro Tashiro, comandante do Exército de Guarnição da China do Japão, adoeceu e morreu em 12 de julho, sendo substituído pelo tenente-general Kiyoshi Katsuki.
O general muçulmano Ma Bufang do Clique Ma notificou o governo chinês que estava preparado para liderar seu exército em batalha contra os japoneses quando eles iniciassem o ataque a Pequim. Imediatamente após o Incidente da Ponte Marco Polo, Ma Bufang providenciou para que uma divisão de cavalaria sob o comando do general muçulmano Ma Biao fosse enviada para o leste para lutar contra os japoneses. Muçulmanos étnicos turcos Salares formavam a maioria da primeira divisão de cavalaria que foi enviada por Ma Bufang.

## Manobras diplomáticas
Enquanto isso, o governo civil japonês do Primeiro-ministro Konoe em Tóquio realizou uma reunião extraordinária de gabinete em 8 de julho e resolveu tentar desativar as hostilidades e resolver a questão diplomaticamente. No entanto, o Estado-Maior Geral do Exército Imperial Japonês autorizou o envio de uma divisão de infantaria do Exército do Japão na Coreia, duas brigadas combinadas independentes do Exército de Kwantung e um regimento aéreo como reforços. Este envio foi cancelado em 11 de julho com a notícia de que negociações estavam sendo realizadas pelo comandante do Exército da Área Norte da China do Japão e o 29º Exército chinês no local, e com diplomatas japoneses na capital chinesa de Nanquim. No entanto, mesmo depois que o general Song Zheyuan, comandante do 29º Exército e chefe do Conselho Político de Hebei-Chahar, foi relatado ter chegado a um acordo em 18 de julho, o Exército Japonês avançou com o envio de reforços citando a falta de sinceridade por parte do governo central chinês. Esta mobilização foi fortemente contestada pelo general Kanji Ishihara com base no fato de que uma escalada desnecessária no conflito com a China estava colocando em perigo a posição do Japão em Manchukuo vis-à-vis a União Soviética. Por insistência de Ishihara, o envio foi adiado enquanto Konoe usava seus contatos pessoais com conhecidos japoneses de Sun Yat-sen em um esforço para estabelecer um acordo diplomático direto com o governo central do Kuomintang em Nanquim. Esta diplomacia secreta falhou quando elementos dentro do exército japonês detiveram o emissário de Konoe em 23 de julho, e a mobilização de reforços foi reiniciada em 29 de julho.
Uma semana depois, o Comandante do Exército da Área Norte da China do Japão relatou que, tendo esgotado todos os meios de acordo pacífico, havia decidido usar a força para "castigar" o 29º Exército de Rota chinês e solicitou aprovação de Tóquio. Nesse meio tempo, ordens de mobilização foram emitidas para mais quatro divisões de infantaria.

## Incidente de Langfang
Apesar da trégua nominal, numerosas violações do cessar-fogo continuaram, incluindo outro bombardeio de Wanping pela artilharia japonesa em 14 de julho.
Até 25 de julho, reforços japoneses na forma da 20ª Divisão do EIJ chegaram e os combates eclodiram primeiro em Langfang, uma cidade na ferrovia entre Pequim e Tianjin, entre companhias de tropas japonesas e chinesas. Um segundo confronto ocorreu em 26 de julho, quando uma brigada japonesa tentou forçar sua passagem pelo Portão Guanghuamen em Pequim para "proteger os nacionais japoneses". No mesmo dia, aviões japoneses bombardearam Langfang.
Os japoneses então emitiram um ultimato ao general Song exigindo a retirada de todas as forças chinesas dos arredores de Pequim para o oeste do rio Yongding dentro de 24 horas. Song recusou, ordenou que suas unidades se preparassem para a ação e solicitou grandes reforços ao governo central, que não foram fornecidos.
Em 27 de julho, enquanto os japoneses sitiavam as forças chinesas em Tongzhou, um batalhão chinês escapou e recuou para  zh. Aviões japoneses também bombardearam forças chinesas fora de Beiping e fizeram reconhecimento de Kaifeng, Zhengzhou e Luoyang. No mesmo dia, o Imperador Hirohito sancionou uma ordem imperial para trazer estabilidade às áreas estratégicas da região.
Em 28 de julho, a 20ª Divisão do EIJ e três brigadas combinadas independentes lançaram uma ofensiva contra Pequim, apoiadas por suporte aéreo próximo. O ataque principal foi contra Nanyuan e um ataque secundário contra Beiyuan. Seguiu-se uma amarga luta com tanto o general Tong Linge, comandante adjunto do 29º Exército chinês, quanto o general Zhao Dengyu, comandante da 132ª Divisão chinesa, sendo mortos, e suas unidades sofrendo pesadas baixas. No entanto, uma brigada da 38ª Divisão chinesa sob o comando do general Liu Chen-san repeliu os japoneses na área de Langfang, enquanto uma brigada do 53º Corpo chinês e uma parte da 37ª Divisão chinesa recuperaram a estação ferroviária em Fengtai.
No entanto, este foi apenas um alívio temporário, e ao anoitecer o general Song admitiu que mais combate era inútil e retirou a força principal do 29º Exército chinês para o sul do rio Yungging. O major-general Zhang Zizhong de Tianjin foi deixado em Beiping para assumir os assuntos políticos nas províncias de Hebei e Chahar com praticamente nenhuma tropa. A Nova Brigada Separada 29 do general Liu Ruzhen foi deixada em Pequim para manter a ordem pública.

## Motim de Tongzhou
Em 29 de julho, as tropas colaboracionistas do Exército do Leste de Hebei amotinaram-se contra os japoneses em Tongzhou, matando a maioria de seus conselheiros japoneses e outros civis, incluindo mulheres e crianças.

## Queda de Tianjin
Enquanto isso, na costa ao amanhecer de 29 de julho, a 5ª Divisão do EIJ e forças navais japonesas atacaram separadamente Tianjin e o porto de Tanggu, que eram defendidos por unidades da 38ª Divisão chinesa e voluntários sob o comando interino de Liu Wen-tien. A brigada do general Huang Wei-kang defendeu bravamente os Fortes de Taku e também atacou um aeródromo japonês próximo, destruindo muitas aeronaves. No entanto, com o aumento dos reforços japoneses, sua posição era insustentável, e naquela noite (30 de julho) o general Zhang Zizhong recebeu ordens para se retirar em direção a Machang e Yangliuching, ao sul de Tianjin, abandonando a cidade e os Fortes de Taku para os japoneses.

## Queda de Pequim
Em 28 de julho, Chiang Kai-shek ordenou a Song Zheyuan que recuasse para Baoding no sul da província de Hebei. Nos dois dias seguintes, intensos combates ocorreram em Tianjin, onde as forças chinesas ofereceram resistência rígida, mas posteriormente os chineses recuaram para o sul ao longo das linhas da Ferrovia Tianjin-Pukou e da Ferrovia Beiping-Hankou.
Em 4 de agosto, as forças remanescentes do general Liu Ruzhen retiraram-se para Chahar. Isolada, Beiping foi capturada pelos japoneses sem mais resistência em 8 de agosto de 1937. O general Masakazu Kawabe entrou na cidade em 18 de agosto em um desfile militar e publicou proclamações em pontos importantes anunciando que ele era o novo governador militar da cidade. Zhang foi autorizado a manter sua posição como prefeito, mas deixou a cidade secretamente uma semana depois.

## Consequências
Com a queda de Pequim e Tianjin, a Planície do Norte da China estava indefesa contra as divisões japonesas que a ocuparam até o final do ano. O Exército Revolucionário Nacional chinês estava em constante retirada até a duramente disputada Batalha de Taierzhuang.
Zhang foi implacavelmente difamado pela imprensa chinesa e desprezado como um traidor. Ao chegar a Nanquim, ele se desculpou publicamente. Como ele mais tarde morreu lutando contra os japoneses, o Kuomintang perdoou Zhang postumamente pelos eventos em Pequim.